# Figuer de Vieillot
El figuer de Vieillot (Sphecotheres vieilloti) és un ocell de la família dels oriòlids (Oriolidae).

## Hàbitat i distribució
Habita boscos, matolls i ciutats a les illes Kai, nord-oest, nord i est de Austràlia Occidental, nord del Territori del Nord i Queensland i sud-est de Nova Gal·les del Sud i sud-est de Nova Guinea.